# 小林優吾
小林優吾（日语：／ Kobayashi Yūgo，1995年7月10日—），日本男子羽毛球运动员，亦為現役日本國家羽毛球隊（A隊）成員。宮城縣出生，畢業於富岡第一中学校及富岡高校，2014年起加入Tonami運輸株式會社，現隸屬於本社的物品販賣事業部，並為該社的羽毛球隊成員，隊員編號4號。

## 簡歷
2013年11月，小林優吾出戰美國羽毛球國際賽，在男单準决赛以0比2（20-22、13-21）不敌赛会5号种子、美国的李福來，首次打进國際挑戰賽的四强佳绩。
2014年10月，小林優吾與保木卓朗出戰美國羽毛球國際賽，奪得男子雙打冠軍，這亦是他首個國際職業賽冠軍。
2015年4月，小林優吾與保木卓朗出戰大阪羽毛球國際挑戰賽，在男双準决赛以0比2（10-21、11-21）不敌赛会3号种子、同胞的井上拓斗/金子祐樹。同年10月，他与保木卓朗出戰中華台北羽毛球大獎賽，在男双準决赛以1比2（21-17、13-21、20-22）不敌赛会头号种子、印尼强档的吉德翁·马库斯·费尔纳尔迪/凯文·桑加亚·苏卡穆约。
2016年2月，小林優吾與保木卓朗出戰奧地利羽毛球公開賽，在男双準决赛以0比2（12-21、12-21）不敌赛会头号种子、英格兰的马库斯·埃利斯/克里斯·兰格瑞奇。同年6月， 小林優吾與保木卓朗出戰西班牙羽毛球公開賽，在男雙決賽以2比0（21-10、21-6）擊敗丹麦的马蒂亚斯·克里斯蒂安森/大卫·道嘉德，贏得冠軍。同年7月，小林優吾夥拍永原和可那和保木卓朗參加美国洛杉矶舉行的美國羽毛球公開賽混合雙打和男子雙打比賽。在混雙方面以2比0（21-16、21-18）擊敗波蘭的罗伯特·马特斯亚克/娜蒂斯达·希尔巴，赢得冠军。在男雙方面，以0比2（11-21、20-22）不敵丹麦的玛蒂亚斯·鲍伊/卡斯腾·摩根森，屈居亞軍。
2017年8月，小林優吾參加苏格兰格拉斯哥舉行的世界羽毛球錦標賽，他和保木卓朗出戰男子双打項目。在首圈赛事中，以2比1（20-22、21-19、21-14）逆转香港的羅卓謙/李晉熙。但在次圈以0比2（16-21、23-25）惜败赛会15號種子日本同胞的井上拓斗/金子祐樹，32强止步。随后9月，他与保木卓朗出戰韓國羽毛球超級賽，从首圈一路淘汰了跨国组合（马来西亚：林钦华/韩国：柳延星）、中华台北双麟的陳宏麟/王齊麟、中华台北的廖敏竣/蘇敬恒；但在四强中面对赛会头号种子、丹麦强档的玛蒂亚斯·鲍伊/卡斯腾·摩根森，鏖战三局以1比2（21-17、16-21、17-21）不敌对手，这也是俩人首次闯进超级系列赛的最好佳绩。

## 主要比賽成績
只列出曾進入準決賽的國際賽事成績：
| 年份   | 賽事                     | 公開賽級別 | 項目     | 拍檔       | 成績   |
| ------ | ------------------------ | ---------- | -------- | ---------- | ------ |
| 2012年 | 世界青年羽毛球錦標賽     | 其他       | 混合團體 | －         | 亞軍   |
| 2013年 | 亞洲青年羽毛球錦標賽     | 其他       | 混合團體 | －         | 季軍   |
| 2013年 | 美國羽毛球國際賽         | 國際挑戰賽 | 男子單打 | －         | 準決賽 |
| 2014年 | 美國羽毛球國際賽         | 國際挑戰賽 | 男子雙打 | 保木卓朗   | 冠軍   |
| 2015年 | 大阪羽毛球國際挑戰賽     | 國際挑戰賽 | 男子雙打 | 保木卓朗   | 準決賽 |
| 2015年 | 美國羽毛球黃金大獎賽     | 黃金大獎賽 | 男子雙打 | 保木卓朗   | 準決賽 |
| 2015年 | 中華台北羽毛球大獎賽     | 大獎賽     | 男子雙打 | 保木卓朗   | 準決賽 |
| 2016年 | 奧地利羽毛球公開賽       | 國際挑戰賽 | 男子雙打 | 保木卓朗   | 準決賽 |
| 2016年 | 芬蘭羽毛球公開賽         | 國際挑戰賽 | 男子雙打 | 保木卓朗   | 準決賽 |
| 2016年 | 西班牙羽毛球國際賽       | 國際挑戰賽 | 男子雙打 | 保木卓朗   | 冠軍   |
| 2016年 | 美國羽毛球黃金大獎賽     | 黃金大獎賽 | 男子雙打 | 保木卓朗   | 亞軍   |
| 2016年 | 美國羽毛球黃金大獎賽     | 黃金大獎賽 | 混合雙打 | 永原和可那 | 冠軍   |
| 2017年 | 韓國羽毛球超級賽         | 超級賽     | 男子雙打 | 保木卓朗   | 準決賽 |
| 2018年 | 韓國羽毛球公開賽         | 超級500賽  | 男子雙打 | 保木卓朗   | 亞軍   |
| 2019年 | 亞洲羽毛球混合團體錦標賽 | 其他       | 混合團體 | －         | 亞軍   |
| 2019年 | 馬來西亞羽毛球公開賽     | 超級750賽  | 男子雙打 | 保木卓朗   | 準決賽 |
| 2019年 | 印尼羽毛球公開賽         | 超級1000賽 | 男子雙打 | 保木卓朗   | 準決賽 |
| 2019年 | 世界羽毛球錦標賽         | 其他       | 男子雙打 | 保木卓朗   | 亞軍   |
| 2020年 | 亞洲羽毛球團體錦標賽     | 其他       | 男子團體 | －         | 季軍   |
| 2021年 | 蘇迪曼盃                 | 其他       | 混合團體 | －         | 亞軍   |
| 2021年 | 湯姆斯盃                 | 其他       | 男子團體 | －         | 季軍   |
| 2021年 | 丹麥羽毛球公開賽         | 超級1000賽 | 男子雙打 | 保木卓朗   | 冠軍   |
| 2021年 | 印尼羽毛球大師賽         | 超級750賽  | 男子雙打 | 保木卓朗   | 冠軍   |
| 2021年 | 印尼羽毛球公開賽         | 超級1000賽 | 男子雙打 | 保木卓朗   | 亞軍   |
| 2021年 | 世界羽聯世界巡迴賽總決賽 | 總決賽     | 男子雙打 | 保木卓朗   | 冠軍   |
| 2021年 | 世界羽毛球錦標賽         | 其他       | 男子雙打 | 保木卓朗   | 冠軍   |
| 2022年 | 湯姆斯盃                 | 其他       | 男子團體 | －         | 季軍   |
| 2022年 | 泰國羽毛球公開賽         | 超級500賽  | 男子雙打 | 保木卓朗   | 冠軍   |
| 2022年 | 馬來西亞羽毛球公開賽     | 超級750賽  | 男子雙打 | 保木卓朗   | 冠軍   |
| 2023年 | 印尼羽毛球大師賽         | 超級500賽  | 男子雙打 | 保木卓朗   | 準決賽 |
| 2023年 | 亞洲羽毛球錦標賽         | 其他       | 男子雙打 | 保木卓朗   | 季軍   |
| 2023年 | 蘇迪曼盃                 | 其他       | 混合團體 | －         | 季軍   |
| 2023年 | 馬來西亞羽毛球大師賽     | 超級500賽  | 男子雙打 | 保木卓朗   | 準決賽 |
| 2023年 | 新加坡羽毛球公開賽       | 超級750賽  | 男子雙打 | 保木卓朗   | 冠軍   |
| 2023年 | 日本羽毛球公開賽         | 超級750賽  | 男子雙打 | 保木卓朗   | 亞軍   |
| 2023年 | 澳洲羽毛球公開賽         | 超級500賽  | 男子雙打 | 保木卓朗   | 亞軍   |
| 2023年 | 中國羽毛球公開賽         | 超級1000賽 | 男子雙打 | 保木卓朗   | 準決賽 |
| 2023年 | 亞洲運動會羽毛球比賽     | 其他       | 男子團体 | －         | 銅牌   |
| 2024年 | 馬來西亞羽毛球公開賽     | 超級1000賽 | 男子雙打 | 保木卓朗   | 準決賽 |
| 2024年 | 印度羽毛球公開賽         | 超級750賽  | 男子雙打 | 保木卓朗   | 準決賽 |
| 2024年 | 法國羽毛球公開賽         | 超級750賽  | 男子雙打 | 保木卓朗   | 準決賽 |
| 2024年 | 全英羽毛球公開賽         | 超級1000賽 | 男子雙打 | 保木卓朗   | 準決賽 |
| 2024年 | 新加坡羽毛球公開賽       | 超級750賽  | 男子雙打 | 保木卓朗   | 準決賽 |
| 2024年 | 日本熊本羽毛球大師賽     | 超級500賽  | 男子雙打 | 保木卓朗   | 亞軍   |
| 2025年 | 蘇迪曼盃                 | 其他       | 混合團體 | －         | 季軍   |
| 2025年 | 馬來西亞羽毛球大師賽     | 超級500賽  | 男子雙打 | 保木卓朗   | 準決賽 |

| 2007-2017年 | 首要超級賽 | 超級賽 | 黃金大獎賽 | 大獎賽 | 國際挑戰賽 | 國際系列賽 | 未來系列賽 | 其他 |

| 2018-2026年 | 總決賽 | 超級1000賽 | 超級750賽 | 超級500賽 | 超級300賽 | 超級100賽 | 國際挑戰賽 | 國際系列賽 | 未來系列賽 | 其他 |

### 世界冠軍頭銜
小林優吾在羽毛球生涯中共奪得1項羽毛球世界冠軍頭銜。
| 賽事             | 奪冠次數 | 年份               |
| ---------------- | -------- | ------------------ |
| 世界羽毛球錦標賽 | 1        | 2021年（男子雙打） |
| 總計             | 1        |                    |

### 奧運會和世錦賽參賽紀錄
|          | 搭檔       | 2017 | 2018 | 2019 | 2020 | 2021 | 2022 | 2023 | 2024       |
| -------- | ---------- | ---- | ---- | ---- | ---- | ---- | ---- | ---- | ---------- |
| 男子雙打 | 保木卓朗   | 32強 | 32強 | 亞軍 | －   | 冠軍 | 8強  | 16強 | 小組第四名 |
|          |            |      |      |      |      |      |      |      |            |
| 混合雙打 | 松友美佐紀 | －   | 32強 | －   | －   | －   | －   | －   | －         |

## 主要对賽记录
小林優吾與主要對手的對賽成績如下（只列出對賽五次或以上對手，截至2023年6月9日）：
男雙 - 保木卓朗
| 對手              | 對賽次數 | 對賽結果 | 對賽結果 | 總計 |
| 對手              | 對賽次數 | 勝       | 負       | 總計 |
| ----------------- | -------- | -------- | -------- | ---- |
| 嘉村健士 園田啟悟 | 7        | 2        | 5        | -3   |
| 古賀輝 齋藤太一   | 5        | 4        | 1        | +3   |

| 對手                                          | 對賽次數 | 對賽結果 | 對賽結果 | 總計 |
| 對手                                          | 對賽次數 | 勝       | 負       | 總計 |
| --------------------------------------------- | -------- | -------- | -------- | ---- |
| 馬庫斯·費爾納爾迪·吉德翁 凱文·桑加亞·蘇卡穆約 | 15       | 4        | 11       | -7   |
| 金·阿斯特魯普 安德斯·斯考勞普·拉斯姆森        | 10       | 5        | 5        | 0    |
| 王耀新 張禦宇                                 | 9        | 7        | 2        | +5   |
| 李俊慧 劉雨辰                                 | 8        | 2        | 6        | -4   |
| 謝定峰 蘇偉譯                                 | 7        | 5        | 2        | +3   |
| 何濟霆 譚強                                   | 7        | 2        | 5        | -3   |
| 法賈·阿爾弗蘭 穆罕默德·裡安·阿利安托          | 6        | 3        | 3        | 0    |
| 姜敏赫 徐承宰                                 | 6        | 2        | 4        | -2   |
| 韓呈愷 周昊東                                 | 6        | 2        | 4        | -2   |
| 劉成 張楠                                     | 5        | 2        | 3        | -1   |
| 穆罕默德·阿赫桑 亨德拉·塞蒂亞萬               | 5        | 2        | 3        | -1   |
| 瑪蒂亞斯·鮑伊 卡斯騰·摩根森                   | 5        | 1        | 4        | -3   |